# Elzéar-Alexandre Taschereau
Pour les articles homonymes, voir Taschereau (homonymie).
Elzéar-Alexandre Taschereau, né le 17 février 1820 à Sainte-Marie-de-Beauce et mort le 12 avril 1898 à Québec, est un ecclésiastique canadien. Archevêque de Québec entre 1870 et 1898, il est le premier cardinal né au Canada.

## Biographie

### Jeunesse et études
Né en 1820 au Bas-Canada, dans la paroisse de Sainte-Marie-de-la-Nouvelle-Beauce, il est le fils de Jean-Thomas Taschereau, personnalité publique, et de Marie Panet, nièce de l'archevêque Bernard-Claude Panet. La famille Taschereau est aisée et très catholique. Il entre au Petit Séminaire de Québec le 1er octobre 1828. Parmi ses enseignants, on retrouve entre autres Jérôme Demers, Louis-Jacques Casault et Jean Holmes. Il termine ses études classiques en 1836. De mai 1836 à août 1837, il part visiter plusieurs pays en Europe avec deux autres diplômés. Durant son séjour, il pense s'y installer et devenir bénédictin. Il revient finalement à Québec à l'automne. Il entre alors au Grand Séminaire de Québec où il étudiera pendant cinq ans la théologie. Il devient sous-diacre le 26 septembre 1841 et diacre le 10 mars 1842. N'ayant pas encore l'âge canonique pour devenir prêtre, il obtient une exemption et est ordonné par Pierre-Flavien Turgeon le 10 septembre 1842.

### Professeur
Il est engagé comme professeur par le Séminaire de Québec le 19 octobre 1842. Il enseigne entre autres la philosophie intellectuelle et morale, les sciences et la théologie. En 1847, sa connaissance de l'anglais l'amène à desservir les immigrés fuyant la Grande Famine et placés en quarantaine sur la Grosse Île. Revenu malade, il passe plusieurs semaines à l'Hôpital général de Québec avant de se remettre sur pied.
En 1849, le Séminaire le nomme membre du Conseil des directeurs. Il sera également nommé Préfet des études de 1849 à 1854 et Directeur du Petit Séminaire de 1851 à 1852. Durant cette période, il participe à la fondation de l'Université Laval. Le recteur de la nouvelle université, son ancien professeur et collègue Louis-Jacques Casault, l'envoie à Rome pour qu'il puisse obtenir un doctorat en droit canonique. Sa connaissance approfondie de la théologie l'amène à obtenir une influence encore plus grand au sein du Séminaire.

### Administrateur
Il est de nouveau Directeur du Petit Séminaire de 1856 à 1859, puis Directeur du Grand Séminaire de 1859 à 1860. Il est ensuite invité à rejoindre le conseil épiscopal et est nommé vicaire général de l'archidiocèse de Québec. En 1859, le gouvernement du Québec le nomme membre du nouveau Conseil de l'instruction publique.
Le 11 juillet 1860, il succède à Casault au poste de recteur de l'Université Laval et supérieur du Séminaire de Québec. En tant que protégé et ami de Casault, il poursuit la même politique que son prédécesseur, basée sur la formation et le perfectionnement des professeurs en Europe. Il fait acquérir de nombreux manuels afin de constituer la Bibliothèque de l'Université Laval, laquelle atteint 30 000 volumes en 1864. Durant son mandat, il s'oppose fortement à la création d'une deuxième université à Montréal, craignant une concurrence. La Propagande assure cependant Taschereau de l'opposition du Vatican à ce projet. Cette position de l'Église cause néanmoins beaucoup de frictions au sein du clergé canadien. Taschereau termine son mandat à l'été 1866 et doit céder sa place selon les statuts. Il redevient cependant recteur et supérieur en 1869. Cependant, le décès de l'archevêque Charles-François Baillargeon accélère les choses et il est nommé archevêque de Québec le 24 décembre 1870, à l'âge de 50 ans. Il reçoit sa consécration épiscopale de John Joseph Lynch, accompagné de Jean Horan et Charles La Rocque.

### Archevêque et cardinal
Il a pris part aux controverses sur le catholicisme libéral dans la province de Québec, faisant partie de l'aile modérée du clergé, tandis que ses pairs Louis-François Richer Laflèche et Ignace Bourget penchent vers le côté des ultramontains.
Lorsque vint le temps de nommer un cardinal, plusieurs suggérèrent son nom au pape Léon XIII en 1886. Il ne put exercer ses nouvelles fonctions pendant très longtemps car bientôt il tomba malade et mourut le 12 avril 1898. Louis-Nazaire Bégin fut nommé pour lui succéder.
Thomas Weld fut nommé cardinal en 1830 ; à la différence de Taschereau, il était né hors du Canada, au Royaume-Uni.

## Famille et généalogie

Registres de l'état civil du Québec.
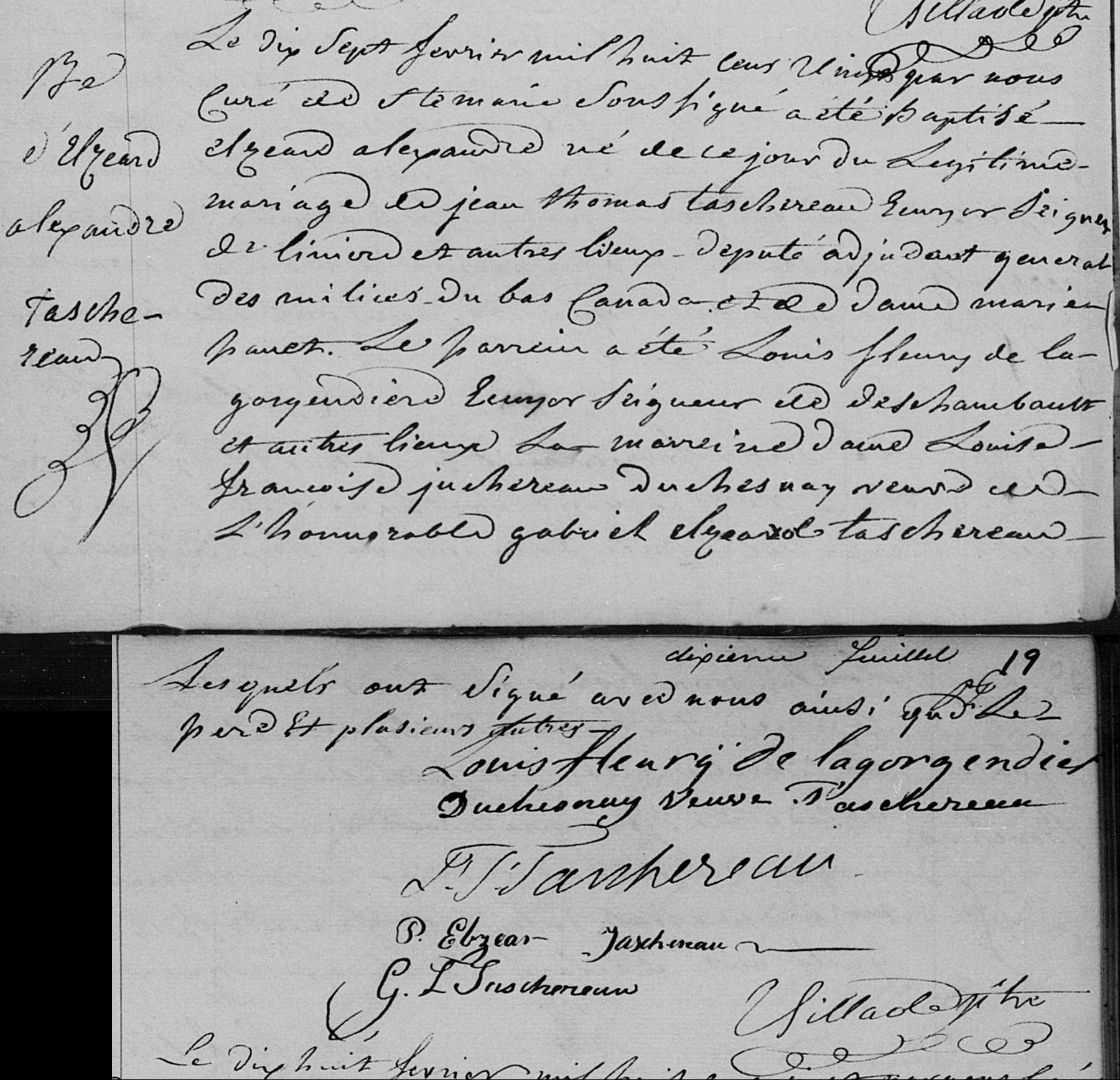
Acte de baptême d'Elzeard Alexandre Taschereau. 17 février 1820. Paroisse Sainte-Marie de la ville de Sainte-Marie-de-Beauce.
Acte de sépulture d'Elzéar Alexandre Taschereau. 19 avril 1898. Paroisse Notre-Dame-de-Québec de la ville de Québec.

Parmi les membres de sa famille :
- Jean-Thomas Taschereau (1778-1832), père ; homme politique et juge
- Jean-Thomas Taschereau (1814-1893), frère ; avocat, professeur de droit et juge canadien
- Gabriel-Elzéar Taschereau (1745-1809), grand-père ; membre du conseil législatif et seigneur
- Henri-Elzéar Taschereau (1836-1911), cousin ; juge en chef de la Cour suprême du Canada
- Louis-Alexandre Taschereau (1867-1952), neveu ; Premier ministre du Québec
- Robert Taschereau (1896-1970), petit-neveu ; juge en chef de la Cour suprême du Canada

## Succession apostolique
Elzéar-Alexandre Taschereau a ordonné les évêques suivants :
- Archevêque Édouard-Charles Fabre (1873)
- Évêque Antoine Racine (1874)
- Archevêque Joseph-Thomas Duhamel (1874)
- Évêque Louis-Zéphirin Moreau (1876)
- Évêque Dominique Racine (1878)
- Cardinal Louis Nazaire Bégin (1888)
- Évêque André-Albert Blais (1890)
- Évêque Michel-Thomas Labrecque (1892)

## Distinctions et hommages

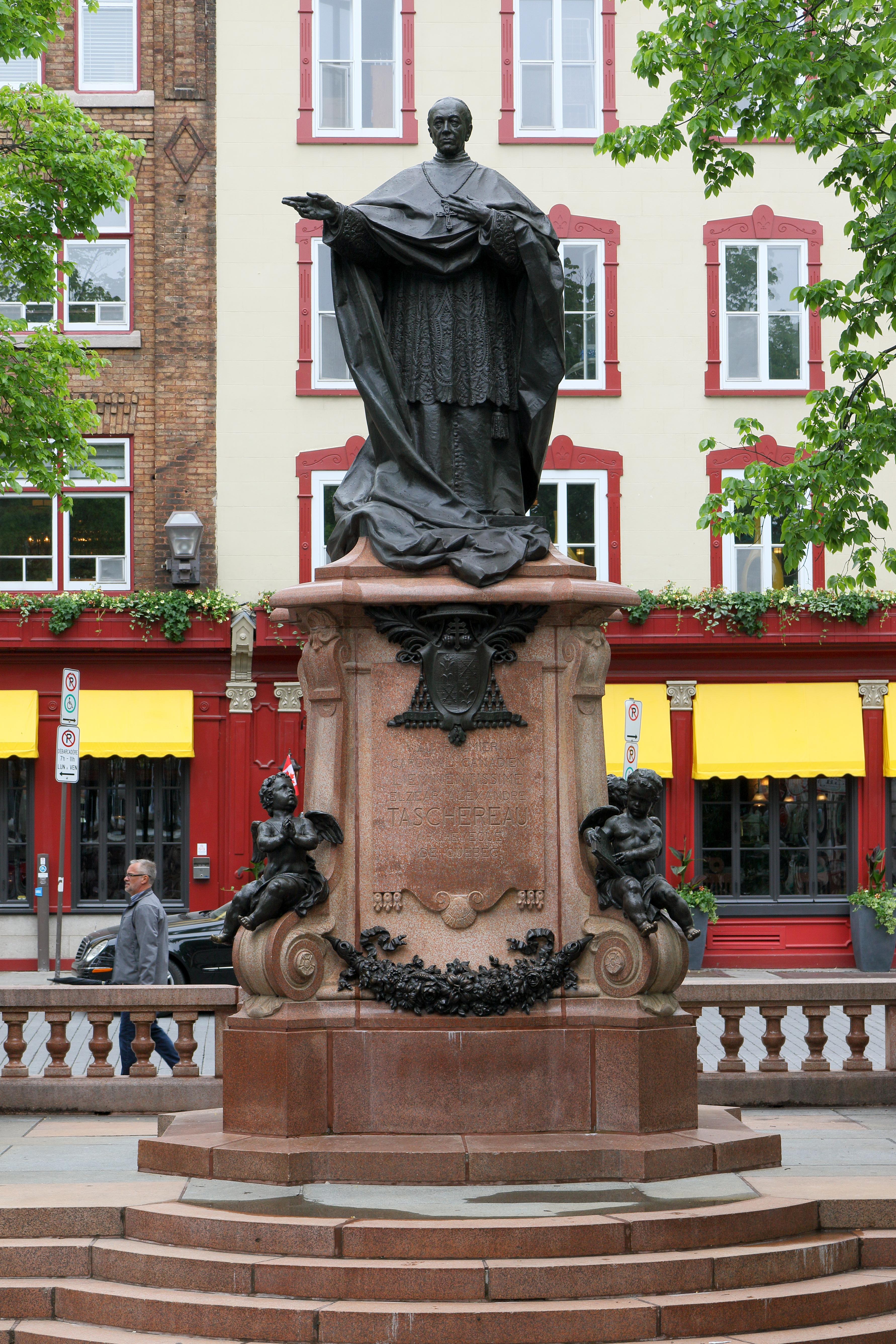
Monument du Cardinal Elzear-Alexandre Taschereau.

- La rue du Cardinal-Taschereau, dans le quartier Saint-Sauveur, à Québec, est nommé en son honneur.
- Un monument en sa mémoire trône face à la basilique-cathédrale Notre-Dame de Québec, sur la place de l'Hôtel de Ville.